# Thermus
Thermus es un género de bacterias termófilas, perteneciente al filo Deinococcota, uno de los filos más antiguos del dominio según los estudios de 16S rRNA. Se distinguen  varias especies dentro del género, de las cuales la más representativa es Thermus thermophilus, originariamente aislada de una fuente termal en Japón. Posteriormente más aislados fueron recogidos en aguas termales en otros sitios tales como Japón, Nueva Zelanda o Islandia entre otros T. thermophilus es la bacteria termófila más estudiada por su fácil cultivo, además de tener gran importancia en Genética procariota, eucariota y viral debido al uso de la enzima termoestable Polimerasa Taq en la reacción en cadena de la polimerasa, lo que permite la duplicación del ADN a gran escala.
La importancia de estos organismos para el conocimiento de la vida termófila fue reafirmada recientemente por la secuenciación completa del genoma de Thermus thermophilus HB27, de gran importancia por su cualidad de ser transformables.
El análisis del genoma ha revelado que estaría conformado por un cromosoma y un plásmido, y que presentaría vías potenciales para la síntesis de metabolitos secundarios isoprenoides y pigmentos carotenoides.
Las bacterias de este género crecen a altas temperaturas, generalmente entre 55 y 70 °C, siendo su temperatura preferente por encima de los 60 °C.